# 一門 (相撲)
ここでは、大相撲における一門制度について記述する。

## 概要
大相撲の従業者（力士・年寄・行司・呼出・床山・若者頭・世話人）はいずれかの相撲部屋に所属しているが、これらの部屋は複数が連合しており、これを「一門」と呼称する。
一門が実態として機能したのは、明治維新を契機とする。江戸時代においては、力士は大名の抱えの制度によって生計を立てていたが、廃藩置県によって大名の庇護を得られなくなって以降、力士の帰属意識は、藩ではなく、日常を過ごす部屋に向く。一方この時代、ここの部屋の独立性は強くなく、年寄は自前の部屋施設および弟子（内弟子）を構えながら、日々の稽古やチャンコ（食事）などは年寄が現役を過ごした部屋でまとまって行うのが一般的であった。この年寄の出身部屋と自前の部屋との関係性が、本家と分家の関係となり、「一門」と称される元となった。一門は、日常の稽古や生活の他、巡業も一門単位で行うなど、強い連帯意識を持った。特に巡業の興行単位であったことから、「組合」とも称した。また、生計を共にする擬制的な家族であることから、同じ一門の力士は本場所で対戦しなかった（系統別総当たり制#系統別総当たり第2期）。
1957年以降、財団法人である相撲協会の前近代性が問題になったのを機に、協会は組織の近代化を推し進め、実態としての一門の力は弱まってゆく。1958年には巡業が協会単位で行われるようになり、一門単位の巡業は途絶。また、部屋単位の独立性を高め、1965年からは部屋別総当たり制を導入。それまで分家にはなかった土俵の設置を全部屋に義務付けることで、部屋単位の生計・稽古が基本となり、一門の日常的な存在意義は大きく減退した。
しかし以降も、慣習や人的つながりの面で、一門の形は継続している。特に、年寄間での利害関係の調整が一門制度の主目的となっており、一門内での対立がエスカレートした場合には、一部の部屋が一門から追放（破門）されることがある。破門された部屋は、他の一門に加盟するか、自前の一門を構える、あるいは無所属になる道があったが、2018年に貴乃花一門が崩壊した際、協会は新たな一門の結成および無所属の部屋の存在を認めないことを決定した。
現在の一門の主な役割及び特徴は以下の通り。
- 協会の人事、とりわけ理事の選出は一門の枠組みで決定されており、理事選挙の際には年寄の人数に応じて一門ごとの割り当て数が決められ、無投票になることが多い。
- 協会からは毎年、各一門へ助成金が支給され、さらに一門の責任者が所属する各部屋に分配している。
- 役員以外の年寄衆で構成される年寄会には、各一門より会長もしくは副会長を選出している。
- 冠婚葬祭や年季の付き合いなどは、一門単位で行われている。ただし、同じ一門であっても、他の一門から移籍して元々の付き合いのない部屋は"別系統"の部屋であるため、行事に参加しないこともある[5]。
- 年寄名跡の継承は、一門内で行われるのが望ましいとされる。名跡取得の際に授受される金銭は、一門を越えて継承する場合、同門の場合より1,2割高くなるのが相場である。また、先代との義理で元の一門の冠婚葬祭への参加が求められるなど、人間関係が複雑になることから、特に有力力士は他門からの名跡取得を忌避する傾向がある[6]。

## 一門の一覧
| 一門名       | 部屋数 | 所属親方数 | 総帥                            | 選出理事 （太字は理事長）                                                              | 現役の筆頭力士 （最高位太字は現在の役） (四股名太字は幕内優勝力士) | 備考                                                                                |
| ------------ | ------ | ---------- | ------------------------------- | -------------------------------------------------------------------------------------- | ------------------------------------------------------------------ | ----------------------------------------------------------------------------------- |
| 出羽海一門   | 14     | 37         | 11代出羽海 （前2・小城ノ花）    | 13代境川 （小結・両国） 11代春日野 （関脇・栃乃和歌） 11代出羽海 （前2・小城ノ花）     | 横綱・豊昇龍 （立浪部屋）                                          | 3系統の部屋の集合体。                                                               |
| 二所ノ関一門 | 17     | 28         | 13代二所ノ関 （横綱・稀勢の里） | 12代芝田山 （横綱・大乃国） 13代佐渡ヶ嶽 （関脇・琴ノ若） 9代高田川 （関脇・安芸乃島） | 横綱・大の里 （二所ノ関部屋）                                      | 戦後全ての世代で看板力士を輩出。                                                    |
| 時津風一門   | 5      | 16         | 17代時津風 （前1・土佐豊）      | 12代伊勢ノ海 （前3・北勝鬨） 13代勝ノ浦 （前2・起利錦）                                | 大関・正代 （時津風部屋） 大関・霧島 （音羽山部屋）                | 1945年、立浪一門より独立した双葉山により結成。 4つの系譜の部屋による連合体。        |
| 高砂一門     | 4      | 13         | 8代高砂 （関脇・朝赤龍）        | 8代八角 （横綱・北勝海）                                                               | 大関・朝乃山 （高砂部屋）                                          | 明治初期に創設された高砂部屋を起源に持つ。 後に九重部屋の加入により2系統になる。    |
| 伊勢ヶ濱一門 | 5      | 10         | 10代伊勢ヶ濱 （横綱・照ノ富士） | 15代浅香山 （大関・魁皇）                                                              | 関脇・宝富士 （伊勢ヶ濱部屋）                                      | もとは4系統の部屋の集合体。現在は3系統が存在する。 2012年までの名称は「立浪一門」。 |

### 無所属
近年では、以下の部屋が無所属であった。
- 高田川部屋 - 1998年理事選（後述）に際して高砂一門を離脱。2011年1月に二所ノ関一門へ移籍。

2018年7月下旬に日本相撲協会は理事会で全ての親方は5つある一門のうち、いずれかに所属することを決定した。その結果、以下の部屋に変動がおきた。いずれも正式な相撲協会からの承認は同年11月29日付。
- 立浪部屋 - 2012年1月に立浪一門（後の伊勢ヶ濱一門）を離脱し貴乃花グループへ移籍。2018年5月に貴乃花一門を離脱。無所属を経て9月に出羽海一門に移籍。
- 間垣部屋・大嶽部屋・阿武松部屋 - 2010年理事選（後述）に際して二所ノ関一門を離脱。離脱後は貴乃花グループを経て2014年から貴乃花一門として活動。間垣は貴乃花グループ時代の2013年に部屋経営を断念、部屋を閉鎖する際に伊勢ヶ濱一門の伊勢ヶ濱部屋へ移籍。2018年に貴乃花が一門の名称を返上し離脱した結果、大嶽と阿武松は阿武松グループとして活動し、2018年9月に二所ノ関一門に復帰した。
- 千賀ノ浦部屋 - 2016年4月の親方の交代に際し、出羽海一門から貴乃花一門へ移籍。2018年9月に阿武松グループを経て二所ノ関一門に移籍。
- 湊部屋・錣山部屋 - 2017年12月に時津風一門を離脱。無所属を経て2018年9月に二所ノ関一門に移籍。
- 貴乃花部屋 - 2010年、二所ノ関一門より独立、「貴乃花グループ」を創設。2014年以降に助成金が支給されるようになり「貴乃花一門」として認められた。2018年の理事選を機に貴乃花は一門の名称を返上し脱退。無所属となった。貴乃花は同年10月1日付で退職、力士らは千賀ノ浦部屋に転籍し部屋は閉鎖された。

### かつて存在した一門
かつて存在したが、現存しない一門としては、明治以後だけでも雷一門、境川一門、伊勢ノ海一門、玉垣一門、井筒一門、友綱一門、尾車一門、貴乃花一門などが存在した。雷一門には、明治初期まで存在したものと、1880年頃に玉垣一門から分かれて独立し昭和戦前まで存在したものがあるが、このうち後者についての詳細は雷部屋#雷一門を参照のこと。

## 協会理事と一門
公益財団法人・日本相撲協会の理事は、定款（旧・寄附行為）により10名以上15名以内（うち年寄7名以上10名以内）と定められており、10名を内部（年寄、つまり元力士である親方）から選んでいる。かつて、日本相撲協会は外部有識者の理事登用を頑なに拒んでいたが、時津風部屋力士暴行死事件で15代時津風（元小結・双津竜）らが逮捕されたことを受け、2008年9月に文部科学省の指導により寄附行為を変更して外部理事2名を登用した。2014年（平成26年）4月からは3名に増員されている。
理事（副理事も同様）は一門の代表者としての色彩が強いとされ、理事を一門内部の私的利害調整で決定するという談合が長らく行われていた。1968年（昭和43年）に理事・監事の選挙制度が導入されて以降、各一門は決められた人数だけ理事を出すことができる権利を有し、1996年（平成8年）まで15期30年間にわたり理事選（監事も含む）における無投票当選が続いた。具体的には、1970年（昭和45年）以降は理事10名監事3名の枠を5つの一門（立浪と伊勢ヶ濱は厳密にいえば別の一門だが、連合として行動していた）に有権者の数に応じて割り振り、割り振られた枠に誰を立候補させるかを一門内部の談合により決定してきた。

### 理事選結果
| 期 | 年   | 出羽海                                                                          | 二所ノ関                                                          | 時津風                                      | 高砂                                     | 立浪・ 伊勢ヶ濱                                           | 貴乃花               | 無所属              | 備考        |
| -- | ---- | ------------------------------------------------------------------------------- | ----------------------------------------------------------------- | ------------------------------------------- | ---------------------------------------- | --------------------------------------------------------- | -------------------- | ------------------- | ----------- |
| 1  | 1968 | 8代出羽海（出羽ノ花） 9代春日野（栃錦）                                         | 8代二所ノ関（佐賀ノ花） 11代花籠（大ノ海）                        | 12代時津風（双葉山） 13代立田川（鏡里）     | 4代高砂（前田山）                        | 5代立浪（羽黒山） 6代伊勢ヶ濱（照國） 8代宮城野（吉葉山） | （結成前）           | -                   | 無投票      |
| 2  | 1970 | 13代武蔵川（出羽ノ花） 9代春日野（栃錦）                                        | 8代二所ノ関（佐賀ノ花） 11代花籠（大ノ海）                        | 14代時津風（豊山） 13代立田川（鏡里）       | 4代高砂（前田山）                        | 6代立浪（羽黒山） 6代伊勢ヶ濱（照國） 8代宮城野（吉葉山） | （結成前）           | -                   | 無投票      |
| 3  | 1972 | 13代武蔵川（出羽ノ花） 9代春日野（栃錦）                                        | 8代二所ノ関（佐賀ノ花） 11代花籠（大ノ海）                        | 14代時津風（豊山） 13代立田川（鏡里）       | 5代高砂（朝潮）                          | 6代立浪（羽黒山） 6代伊勢ヶ濱（照國） 8代宮城野（吉葉山） | （結成前）           | -                   | 無投票      |
| 4  | 1974 | 9代出羽海（佐田の山） 9代春日野（栃錦）                                         | 8代二所ノ関（佐賀ノ花） 11代花籠（大ノ海）                        | 14代時津風（豊山） 13代立田川（鏡里）       | 5代高砂（朝潮）                          | 6代立浪（羽黒山） 6代伊勢ヶ濱（照國） 8代宮城野（吉葉山） | （結成前）           | -                   | 無投票      |
| 5  | 1976 | 9代出羽海（佐田の山） 9代春日野（栃錦）                                         | 11代花籠（大ノ海） 10代二子山（若乃花）                           | 14代時津風（豊山） 13代立田川（鏡里）       | 5代高砂（朝潮）                          | 6代立浪（羽黒山） 6代伊勢ヶ濱（照國） 8代宮城野（吉葉山） | （結成前）           | -                   | 無投票      |
| 6  | 1978 | 9代出羽海（佐田の山） 9代春日野（栃錦）                                         | 11代花籠（大ノ海） 10代二子山（若乃花）                           | 14代時津風（豊山） 10代伊勢ノ海（柏戸）     | 5代高砂（朝潮）                          | 6代立浪（羽黒山） 7代伊勢ヶ濱（清國） 11代武隈（北の洋）  | （結成前）           | -                   | 無投票      |
| 7  | 1980 | 9代出羽海（佐田の山） 9代春日野（栃錦）                                         | 10代二子山（若乃花） 一代大鵬（大鵬）                             | 14代時津風（豊山） 10代伊勢ノ海（柏戸）     | 5代高砂（朝潮）                          | 6代立浪（羽黒山） 7代伊勢ヶ濱（清國） 11代武隈（北の洋）  | （結成前）           | -                   | 無投票      |
| 8  | 1982 | 9代出羽海（佐田の山） 9代春日野（栃錦）                                         | 10代二子山（若乃花） 一代大鵬（大鵬）                             | 14代時津風（豊山） 7代鏡山（柏戸）          | 5代高砂（朝潮）                          | 6代立浪（羽黒山） 7代伊勢ヶ濱（清國） 16代春日山（大昇）  | （結成前）           | -                   | 無投票      |
| 9  | 1984 | 9代出羽海（佐田の山） 9代春日野（栃錦）                                         | 10代二子山（若乃花） 一代大鵬（大鵬）                             | 14代時津風（豊山） 7代鏡山（柏戸）          | 5代高砂（朝潮）                          | 6代立浪（羽黒山） 7代伊勢ヶ濱（清國） 16代春日山（大昇）  | （結成前）           | -                   | 無投票      |
| 10 | 1986 | 9代出羽海（佐田の山） 9代春日野（栃錦）                                         | 10代二子山（若乃花） 一代大鵬（大鵬）                             | 14代時津風（豊山） 7代鏡山（柏戸）          | 5代高砂（朝潮） 12代九重（北の富士）     | 6代立浪（羽黒山） 7代伊勢ヶ濱（清國）                     | （結成前）           | -                   | 無投票      |
| 11 | 1988 | 9代出羽海（佐田の山） 9代中立（栃ノ海）                                         | 10代二子山（若乃花） 一代大鵬（大鵬）                             | 14代時津風（豊山） 7代鏡山（柏戸）          | 5代高砂（朝潮） 12代九重（北の富士）     | 6代立浪（羽黒山） 7代伊勢ヶ濱（清國）                     | （結成前）           | -                   | 無投票      |
| 12 | 1990 | 9代出羽海（佐田の山） 10代春日野（栃ノ海）                                      | 10代二子山（若乃花） 一代大鵬（大鵬）                             | 14代時津風（豊山） 7代鏡山（柏戸）          | 6代高砂（富士錦） 12代九重（北の富士）   | 6代立浪（羽黒山） 7代伊勢ヶ濱（清國）                     | （結成前）           | -                   | 無投票      |
| 13 | 1992 | 9代出羽海（佐田の山） 10代春日野（栃ノ海）                                      | 一代大鵬（大鵬） 12代佐渡ヶ嶽（琴櫻）                             | 14代時津風（豊山） 7代鏡山（柏戸）          | 6代高砂（富士錦） 18代陣幕（北の富士）   | 6代立浪（羽黒山） 7代伊勢ヶ濱（清國）                     | （結成前）           | -                   | 無投票      |
| 14 | 1994 | 9代出羽海（佐田の山） 10代春日野（栃ノ海）                                      | 一代大鵬（大鵬） 12代佐渡ヶ嶽（琴桜）                             | 14代時津風（豊山） 11代枝川（北葉山）       | 6代高砂（富士錦） 18代陣幕（北の富士）   | 6代立浪（羽黒山） 7代伊勢ヶ濱（清國）                     | （結成前）           | -                   | 無投票      |
| 15 | 1996 | 12代境川（佐田の山） 一代北の湖（北の湖）                                       | 12代佐渡ヶ嶽（琴桜） 11代二子山（貴ノ花）                         | 14代時津風（豊山） 11代枝川（北葉山）       | 6代高砂（富士錦） 18代陣幕（北の富士）   | 6代立浪（羽黒山） 10代木瀬（清の盛）                      | （結成前）           | -                   | 無投票      |
| 16 | 1998 | 12代境川（佐田の山） 一代北の湖（北の湖）                                       | 12代佐渡ヶ嶽（琴桜） 11代二子山（貴ノ花） 18代間垣（若乃花）      | 14代時津風（豊山）                          | 6代高砂（富士錦）                        | 2代大島（旭國） 10代木瀬（清の盛）                        | （結成前）           | 8代高田川（前の山） | 詳細        |
| 17 | 2000 | 12代境川（佐田の山） 一代北の湖（北の湖）                                       | 12代佐渡ヶ嶽（琴桜） 11代二子山（貴ノ花） 18代間垣（若乃花）      | 14代時津風（豊山）                          | 11代若松（朝潮）                         | 2代大島（旭國） 11代若藤（和晃）                          | （結成前）           | 8代高田川（前の山） | 詳細        |
| 18 | 2002 | 14代武蔵川（三重ノ海） 一代北の湖（北の湖） 10代出羽海（鷲羽山）                | 12代佐渡ヶ嶽（琴桜） 11代二子山（貴ノ花） 18代間垣（若乃花）      | 11代伊勢ノ海（藤ノ川）                      | 7代高砂（朝潮）                          | 2代大島（旭國） 11代若藤（和晃）                          | （結成前）           | -                   | 詳細        |
| 19 | 2004 | 14代武蔵川（三重ノ海） 一代北の湖（北の湖） 10代出羽海（鷲羽山）                | 17代押尾川（大麒麟） 11代二子山（貴ノ花） 18代間垣（若乃花）      | 11代伊勢ノ海（藤ノ川）                      | 7代高砂（朝潮）                          | 2代大島（旭國） 11代若藤（和晃）                          | （結成前）           | -                   | 無投票      |
| 20 | 2006 | 14代武蔵川（三重ノ海） 一代北の湖（北の湖） 10代出羽海（鷲羽山）                | 11代秀ノ山（長谷川） 17代放駒（魁傑） 18代間垣（若乃花）          | 11代伊勢ノ海（藤ノ川）                      | 7代高砂（朝潮）                          | 2代大島（旭國） 10代友綱（魁輝）                          | （結成前）           | -                   | 無投票      |
| 21 | 2008 | 14代武蔵川（三重ノ海） 一代北の湖（北の湖） 10代出羽海（鷲羽山）                | 17代放駒（魁傑） 18代間垣（若乃花） 10代二所ノ関（金剛）          | 11代伊勢ノ海（藤ノ川）                      | 13代九重（千代の富士）                   | 立浪                                                      | （結成前）           | -                   | 無投票      |
| 21 | 2008 | 14代武蔵川（三重ノ海） 一代北の湖（北の湖） 10代出羽海（鷲羽山）                | 17代放駒（魁傑） 18代間垣（若乃花） 10代二所ノ関（金剛）          | 11代伊勢ノ海（藤ノ川）                      | 13代九重（千代の富士）                   | 2代大島（旭國） 10代友綱（魁輝）                          | （結成前）           | -                   | 無投票      |
| 22 | 2010 | 14代武蔵川（三重ノ海） 一代北の湖（北の湖） 10代出羽海（鷲羽山）                | 17代放駒（魁傑） 10代二所ノ関（金剛）                             | 8代鏡山（多賀竜） 9代陸奥（霧島）           | 13代九重（千代の富士）                   | 10代友綱（魁輝）                                          | 一代貴乃花（貴乃花） | -                   | 詳細        |
| 23 | 2012 | 一代北の湖（北の湖） 10代出羽海（鷲羽山） 19代千賀ノ浦（舛田山）                | 8代尾車（琴風） 16代楯山（玉ノ富士）                              | 8代鏡山（多賀竜）                           | 13代九重（千代の富士） 8代八角（北勝海） | 20代春日山（春日富士）                                    | 一代貴乃花（貴乃花） | -                   | 詳細        |
| 24 | 2014 | 一代北の湖（北の湖） 19代千賀ノ浦（舛田山） 15代出来山（出羽の花）              | 8代尾車（琴風） 12代二所ノ関（若嶋津）                            | 8代鏡山（多賀竜）                           | 8代八角（北勝海）                        | 伊勢ヶ濱                                                  | 一代貴乃花（貴乃花） | -                   | 詳細        |
| 24 | 2014 | 一代北の湖（北の湖） 19代千賀ノ浦（舛田山） 15代出来山（出羽の花）              | 8代尾車（琴風） 12代二所ノ関（若嶋津）                            | 8代鏡山（多賀竜）                           | 8代八角（北勝海）                        | 9代伊勢ヶ濱（旭富士） 10代友綱（魁輝）                    | 一代貴乃花（貴乃花） | -                   | 詳細        |
| 25 | 2016 | 13代境川（両国） 11代春日野（栃乃和歌） 11代出羽海（小城ノ花） 20代山響（巌雄） | 8代尾車（琴風） 12代二所ノ関（若嶋津）                            | 8代鏡山（多賀竜）                           | 8代八角（北勝海）                        | 9代伊勢ヶ濱（旭富士）                                     | 一代貴乃花（貴乃花） | -                   | 詳細        |
| 26 | 2018 | 13代境川（両国） 11代春日野（栃乃和歌） 11代出羽海（小城ノ花） 20代山響（巌雄） | 8代尾車（琴風） 12代芝田山（大乃国）                              | 8代鏡山（多賀竜）                           | 8代八角（北勝海）                        | 13代高島（高望山）                                        | 12代阿武松（益荒雄） | -                   | 詳細        |
| 27 | 2020 | 13代境川（両国） 11代春日野（栃乃和歌） 11代出羽海（小城ノ花）                  | 8代尾車（琴風） 12代芝田山（大乃国） 15代花籠（太寿山）           | 8代鏡山（多賀竜）                           | 8代八角（北勝海）                        | 13代高島（高望山） 9代伊勢ヶ濱（旭富士）                  | 一門消滅             | -                   | 無投票 詳細 |
| 28 | 2022 | 13代境川（両国） 11代春日野（栃乃和歌） 11代出羽海（小城ノ花）                  | 12代芝田山（大乃国） 15代花籠（太寿山） 13代佐渡ヶ嶽（琴ノ若）    | 12代伊勢ノ海（北勝鬨） 9代陸奥（霧島）      | 8代八角（北勝海）                        | 9代伊勢ヶ濱（旭富士）                                     | 一門消滅             | -                   | 無投票 詳細 |
| 29 | 2024 | 13代境川（両国） 11代春日野（栃乃和歌） 11代出羽海（小城ノ花）                  | 12代芝田山（大乃国） 13代佐渡ヶ嶽（琴ノ若） 9代高田川（安芸乃島） | 12代伊勢ノ海（北勝鬨） 13代勝ノ浦（起利錦） | 8代八角（北勝海）                        | 15代浅香山（魁皇）                                        | 一門消滅             | -                   | 無投票 詳細 |

### 1998年理事選
しかし、日本相撲協会7代目理事長である12代境川（元横綱・佐田の山）が打ち出した年寄株制度改革に反発する守旧派は、12代境川体制への反発を選挙を通じて行うという戦術を使った。12代境川が理事長を辞職した1998年とその後の2000年・2002年の理事改選において選挙が行われた。具体的には、上記の割り振りの枠を超えて立候補し、選挙しなければならない状態とするというものである。このとき守旧派急先鋒として一門の調整と関係なく独自に立候補したのは、年寄名跡改革小委員会委員長の18代間垣（元横綱・若乃花：二所ノ関一門）と同副委員長の8代高田川（元大関・前の山：高砂一門）であった。この事件により、高砂一門の現職理事である18代陣幕（元横綱・北の富士）が高砂一門の理事候補から外されたことを不服として日本相撲協会を廃業し、この混乱の責任を取る形で8代高田川は高砂一門を破門された。この過程で高砂一門の長である6代高砂（元小結・富士錦）が12代境川に対し、破門後も協会の高田川部屋に対する対応は変わらないという許可を取り付けたとされており、8代高田川もこの破門については折目筋目を通した上でのものとしている。
1998年1月31日に投開票。投票総数は112票。高砂一門は当初、高砂と陣幕の2名擁立を目指していたが、当選ラインの9票に及ばず共倒れになることを警戒して高砂に候補者を一本化。この結果、立候補者数は12人から11人となった。
二所ノ関一門は持ち票32票を3候補にわけ当選。出羽海一門は持ち票の26票で2候補を当選させた。高砂部屋を破門となった高田川は、持ち票は高田川と山響の2票だったが、出羽海一門の一部など境川に反発する勢力の票が流れ8票を獲得。時津風一門は持ち票を一門外に出すことはなかったが、基礎票が少なく現職の枝川（元北葉山：時津風一門）が及ばず落選した。
| 当落 | 候補者名                      | 年齢 | 一門           | 当選回数 | 得票数 |
| ---- | ----------------------------- | ---- | -------------- | -------- | ------ |
| 当   | 6代高砂（小結・富士錦）       |      | 高砂           |          | 13票   |
| 当   | 一代北の湖(横綱・北の湖敏満)  |      | 出羽海         | 2        | 12票   |
| 当   | 11代二子山（大関・貴ノ花）    |      | 二所ノ関       | 2        | 12票   |
| 当   | 12代境川（横綱・佐田の山）    |      | 出羽海         | 13       | 11票   |
| 当   | 14代時津風（大関・豊山）      |      | 時津風         | 15       | 10票   |
| 当   | 2代大島（大関・旭國）         |      | 立浪・伊勢ヶ濱 | 1        | 10票   |
| 当   | 10代木村瀬平（前9・清の盛）   |      | 立浪・伊勢ヶ濱 |          | 10票   |
| 当   | 12代佐渡ヶ嶽（横綱・琴櫻）    |      | 二所ノ関       | 4        | 10票   |
| 当   | 18代間垣（横綱・2代目若乃花） |      | 二所ノ関       | 1        | 10票   |
| 当   | 8代高田川（大関・前の山）     |      | なし           | 1        | 8票    |
| 落   | 11代枝川（大関・北葉山）      |      | 時津風         |          | 6票    |

### 2000年理事選
2000年1月31日に投開票。投票総数は年寄103票、力士代表4票、立行司2票の109票。この年は監事選挙も行われた。
持ち票の少ない時津風一門と高砂一門が協力。両一門で理事3名、監事1名の候補を擁した。他方、高砂一門を破門になった高田川は、出羽海一門の支援を受けたが、高砂一門・時津風一門の票の一部が流れ、9票を集めた。伊勢ノ海（元藤ノ川・時津風一門）は落選。これにより時津風一門は前回に引き続いての落選となった。
監事選挙では、現職の武蔵川（元三重ノ海・出羽海一門）、常盤山（元若秩父・二所ノ関一門）、新人の八角（元北勝海・高砂一門）が当選、現職だった武隈（元黒姫山・立浪伊勢ヶ濱連合）が落選となった。
| 当落 | 候補者名                      | 年齢 | 一門           | 当選回数 | 得票数 |
| ---- | ----------------------------- | ---- | -------------- | -------- | ------ |
| 当   | 11代二子山（大関・貴ノ花）    |      | 二所ノ関       | 3        | 13票   |
| 当   | 一代北の湖(横綱・北の湖敏満)  |      | 出羽海         | 3        | 11票   |
| 当   | 14代時津風（大関・豊山）      |      | 時津風         | 16       | 10票   |
| 当   | 12代境川（横綱・佐田の山）    |      | 出羽海         | 14       | 10票   |
| 当   | 12代佐渡ヶ嶽（横綱・琴櫻）    |      | 二所ノ関       | 5        | 10票   |
| 当   | 18代間垣（横綱・2代目若乃花） |      | 二所ノ関       | 2        | 10票   |
| 当   | 2代大島（大関・旭國）         |      | 立浪・伊勢ヶ濱 | 2        | 10票   |
| 当   | 11代若松（大関・朝潮）        |      | 高砂           | 1        | 9票    |
| 当   | 10代若藤（前1・和晃)          |      | 立浪・伊勢ヶ濱 | 1        | 9票    |
| 当   | 8代高田川（大関・前の山）     |      | なし           | 2        | 9票    |
| 落   | 11代伊勢ノ海（関脇・藤ノ川）  |      | 時津風         | 1        | 8票    |

| 当落 | 候補者名                     | 年齢 | 一門           | 当選回数 | 得票数 |
| ---- | ---------------------------- | ---- | -------------- | -------- | ------ |
| 当   | 14代常盤山（関脇・若秩父）   |      | 二所ノ関       |          | 33票   |
| 当   | 8代八角（横綱・北勝海信芳）  |      | 高砂           |          | 29票   |
| 当   | 14代武蔵川（横綱・三重ノ海） |      | 出羽海         |          | 28票   |
| 落   | 12代武隈（関脇・黒姫山）     |      | 立浪・伊勢ヶ濱 |          | 19票   |

### 2002年理事選
出羽海一門は過去2回の理事選では、境川・北の湖の2名の候補を擁立したが、境川-時津風理事長の路線に反発する一部の票は、高砂一門を破門となった高田川に流れていた。時津風理事長の勇退に伴い、2002年の理事選では高田川が出馬を取り止めたため、出羽海一門は3名の候補者を擁立した。
2002年2月1日に投票。投票総数は年寄102票、力士代表4票、立行司2票の108票。
現職は7名全員が当選。新人2人の決選投票となったが、湊（元豊山・時津風一門）が落選した。
監事選挙は定員3人に立候補者3名で、無投票で三保ヶ関、八角、常盤山の当選が決定した。
| 当落 | 候補者名                       | 年齢 | 一門           | 当選回数 | 得票数 |
| ---- | ------------------------------ | ---- | -------------- | -------- | ------ |
| 当   | 12代佐渡ヶ嶽（横綱・琴櫻）     |      | 二所ノ関       | 6        | 10票   |
| 当   | 11代二子山（大関・貴ノ花）     |      | 二所ノ関       | 4        | 10票   |
| 当   | 一代北の湖(横綱・北の湖敏満)   |      | 出羽海         | 4        | 10票   |
| 当   | 2代大島（大関・旭國）          |      | 立浪・伊勢ヶ濱 | 3        | 10票   |
| 当   | 18代間垣（横綱・2代目若乃花）  |      | 二所ノ関       | 3        | 10票   |
| 当   | 10代若藤（前1・和晃)           |      | 立浪・伊勢ヶ濱 | 2        | 10票   |
| 当   | 11代若松（大関・朝潮）         |      | 高砂           | 2        | 10票   |
| 当   | 10代出羽海（関脇・鷲羽山佳和） |      | 出羽海         | 1        | 10票   |
| 当   | 11代伊勢ノ海（関脇・藤ノ川）   |      | 時津風         | 1        | 10票   |
| 決   | 14代武蔵川（横綱・三重ノ海）   |      | 出羽海         | 1        | 9票    |
| 決   | 22代湊（小結・豊山）           |      | 時津風         | 1        | 9票    |

| 当落 | 候補者名                     | 年齢 | 一門   | 新旧別 | 得票数 |
| ---- | ---------------------------- | ---- | ------ | ------ | ------ |
| 当   | 14代武蔵川（横綱・三重ノ海） |      | 出羽海 | 1      | 63票   |
| 落   | 22代湊（小結・豊山）         |      | 時津風 | 1      | 45票   |

### 無投票当選
2002年（平成14年）に元横綱・一代北の湖が9代目理事長に就任し、以降、12代境川改革のほとんどを元に戻すと共に、2004年から2008年まで再度談合が行われ、理事枠が各一門に割り当てられた。
2004年には理事選が行われなかったが、監事選挙が行われた。3人の定員に対して4人が立候補した。
| 当落 | 候補者名                           | 年齢 | 一門           | 当選回数 | 得票数 |
| ---- | ---------------------------------- | ---- | -------------- | -------- | ------ |
| 当   | 10代三保ヶ関（大関・増位山太志郎） |      | 出羽海         |          |        |
| 当   | 11代秀ノ山（関脇・長谷川）         |      | 二所ノ関       |          |        |
| 当   | 22代湊（小結・豊山）               |      | 時津風         |          |        |
| 落   | 10代友綱（関脇・魁輝）             |      | 立浪・伊勢ヶ濱 |          |        |

### 2010年理事選
2010年（平成22年）1月の理事選ではこの勢力図が大きく様変わりした。3名枠を持つ二所ノ関一門では、事前投票で現職理事の10代二所ノ関（元関脇・金剛）と17代放駒（元大関・魁傑）に加え、13代鳴戸（元横綱・隆の里）を擁立することで調整を図ろうとした。年功序列であれば出馬を断念させられると目されていた元横綱・一代貴乃花が二所ノ関一門の意向に反して理事選への立候補を強行し、自ら二所ノ関一門から脱退する形となった。その後、13代鳴戸が理事への立候補を取り下げたものの、1名ずつ枠を持っていた時津風一門と高砂一門が協力して3名の理事を出す意向を固めたために立候補者が11名となり、8年ぶりに理事選挙が行われた。
投票総数は年寄107票、力士代表2票(魁皇、琴光喜)、立行司2票の111票。貴乃花一門は、二所ノ関一門を破門になった間垣（元横綱・2代目若乃花）ら6人と自身の7票が持ち票であったが、3名の選挙人がいずれかの一門の意向に反して貴乃花を支持したことで貴乃花は当選を果たした。投票結果と各一門の持ち票からは、二所ノ関一門から1票、立浪一門から2票が貴乃花に流れたとみられ、この影響により巡業部長であった立浪一門の2代大島（元大関・旭國）は落選した。

持ち票11票の高砂一門九重、持ち票18票の時津風は、両一門の票を合わせればもう1人当選できるため選挙協力。理事選では時津風一門が2名を擁立し、副理事選では高砂一門の中村へ票を集めることとした。
副理事選は立候補3名の無投票当選となった。
| 当落 | 候補者名                       | 年齢 | 一門     | 当選回数 | 得票数 |
| ---- | ------------------------------ | ---- | -------- | -------- | ------ |
| 当   | 14代武蔵川（横綱・三重ノ海）   | 61   | 出羽海   | 5        | 11票   |
| 当   | 17代放駒（大関・魁傑）         | 61   | 二所ノ関 | 3        | 11票   |
| 当   | 10代二所ノ関（関脇・金剛）     | 61   | 二所ノ関 | 2        | 11票   |
| 当   | 一代貴乃花（横綱・貴乃花光司） | 37   | 貴乃花   | 1        | 10票   |
| 当   | 一代北の湖(横綱・北の湖敏満)   | 56   | 出羽海   | 8        | 10票   |
| 当   | 13代九重（横綱・千代の富士貢） | 52   | 高砂     | 2        | 10票   |
| 当   | 9代陸奥（大関・霧島）          | 54   | 時津風   | 1        | 10票   |
| 当   | 10代友綱（関脇・魁輝薫秀）     | 57   | 立浪     | 3        | 10票   |
| 当   | 10代出羽海（関脇・鷲羽山佳和） | 60   | 出羽海   | 5        | 10票   |
| 当   | 8代鏡山（関脇・多賀竜昇司）    | 51   | 時津風   | 1        | 10票   |
| 落   | 2代大島（大関・旭國）          | 62   | 立浪     |          | 8票    |

| 当落 | 候補者名                           | 年齢 | 一門     | 当選回数 | 得票数 |
| ---- | ---------------------------------- | ---- | -------- | -------- | ------ |
| 当   | 10代三保ヶ関（大関・増位山太志郎） | 61   | 出羽海   | 5        |        |
| 当   | 10代中村（関脇・富士櫻栄守）       | 61   | 高砂     | 1        |        |
| 当   | 11代不知火（関脇・ 青葉城幸雄）    | 61   | 二所ノ関 | 3        |        |

### 2012年理事選
2012年1月30日の理事選では、初めて立候補者による立会演説会を投票開始前に行った。しかし、談合の体質は変わらず、引き続き協力関係にある時津風一門から高砂一門へ1名分の枠が譲られる形となったことを除いて、前回と同様に貴乃花グループを排除する方向で事前に談合が行われた。立浪一門では20代春日山（元幕内・春日富士）のみを擁立する方向で調整が行われていたが、現職理事である10代友綱（元関脇・魁輝）と9代伊勢ヶ濱（元横綱・旭富士）も立候補を届け出たため、立候補者数が史上最多の12名となったものの、9代伊勢ヶ濱は投票直前に立候補辞退を申し出た（立候補取り下げは認められなかったが、立会演説会にも参加せず得票数は0であった）ため、実質11名の立候補者による理事選挙となった。開票の結果、貴乃花が自グループの票に加えて、時津風一門から3票・立浪一門から1票を得て再び当選を果たし、9代伊勢ヶ濱の辞退を得てもなお立浪一門の票を固められなかった10代友綱は落選した。
選挙戦では琴奨菊と稀勢の里を含む持ち票25票を持つ二所ノ関一門が、他一門へ票を譲ること無く2名を当選。最大派閥の出羽海一門も3名を当選させた。時津風一門は鏡山を当選させ、協力関係にある高砂一門の九重に3票を投じて支援したが、貴乃花にも3票が流れた。立浪一門は持ち票18票を9票ずつに分ければ2名が当選するはずだったが、春日山に11票が流れたうえに立浪が貴乃花に投票し、事前の立候補者調整も含めて一門内での調整失敗を露呈した。高砂一門は八角に10票を投じて当選させ、時津風一門の協力を得て九重を当選させたが、立浪一門の調整失敗に救われた。
なお、この2012年理事選では、7代立浪（元小結・旭豊）が一門の意向に反して貴乃花に投票したことを表明し、同年5月に立浪一門を離脱して後に貴乃花グループへ合流した。それに伴い、立浪一門は「春日山・伊勢ヶ濱連合」と改称した後、同年9月に春日山部屋の先代の師匠で現役理事の16代雷（元幕内・春日富士）が日本相撲協会を退職したことに伴い、一門名を「伊勢ヶ濱一門」へと再び改称した。16代雷の後任理事には、2013年1月に伊勢ヶ濱一門の9代伊勢ヶ濱が無投票で選出されて就任した。
同日行われた副理事選は定員3名に対して3名が立候補し、無投票当選となった。
| 当落 | 候補者名                         | 年齢 | 一門     | 当選回数 | 得票数 |
| ---- | -------------------------------- | ---- | -------- | -------- | ------ |
| 当   | 8代尾車（大関・琴風豪規）        | 54   | 二所ノ関 | 1        | 13票   |
| 当   | 16代楯山（関脇・玉ノ富士茂）     | 62   | 二所ノ関 | 1        | 12票   |
| 当   | 一代貴乃花（横綱・貴乃花光司）   | 39   | 貴乃花   | 2        | 11票   |
| 当   | 20代春日山（前１・春日富士晃大） | 45   | 立浪     | 1        | 11票   |
| 当   | 一代北の湖(横綱・北の湖敏満)     | 58   | 出羽海   | 9        | 10票   |
| 当   | 8代鏡山（関脇・多賀竜昇司）      | 53   | 時津風   | 2        | 10票   |
| 当   | 10代出羽海（関脇・鷲羽山佳和）   | 62   | 出羽海   | 6        | 10票   |
| 当   | 8代八角（横綱・北勝海信芳）      | 48   | 高砂     | 2        | 10票   |
| 当   | 19代千賀ノ浦（関脇・舛田山靖仁） | 60   | 出羽海   | 1        | 9票    |
| 当   | 13代九重（横綱・千代の富士貢）   | 56   | 高砂     | 3        | 7票    |
| 落   | 10代友綱（関脇・魁輝薫秀）       | 59   | 立浪     |          | 6票    |
| 落   | 9代伊勢ヶ濱（横綱・旭富士正也）  | 51   | 立浪     |          | 0票    |

| 当落 | 候補者名                      | 年齢 | 一門     | 当選回数 | 得票数 |
| ---- | ----------------------------- | ---- | -------- | -------- | ------ |
| 当   | 9代松ヶ根（大関・若嶋津六夫） | 55   | 二所ノ関 | 1        |        |
| 当   | 12代大山（前2大飛進）         | 59   | 高砂     | 1        |        |
| 当   | 14代玉ノ井（元大関・栃東）    | 35   | 出羽海   | 1        |        |

### 2014年理事候補選
2014年1月31日に行われた理事候補選は、日本相撲協会が公益財団法人へ移行してから初の理事候補選挙となり、定数10名に対して11名が立候補を表明した。前回の理事選で3名が立候補した伊勢ヶ濱一門が9代伊勢ヶ濱と10代友綱の2名を擁立した以外は、特に前回の選挙と人数の枠組みは変わらなかった。
97人の全親方が投票。
- 持ち票32票の出羽海一門は北の湖、出来山、千賀ノ浦を当選させた。
- 持ち票18票の二所ノ関一門は松ヶ根と尾車を当選させた。
- 持ち票16票の時津風一門は鏡山を当選させた。一部は前回同様に貴ノ花に票が流れた。
- 持ち票13票の高砂一門は前回同様2名を擁立したが、八角の当選を優先。協会事業部長を務める現職理事の九重は時津風一門の支援を得られずに落選した。理事長に次ぐ地位となる現役の事業部長が理事選で落選するのは旧法人時代を含めて初めてのこととなった。
- 持ち票12票の伊勢ヶ濱一門は2名を擁立したが、伊勢ヶ濱に票を集めた。友綱は持ち票が3票(友綱、浅香山、玉垣)と見られていたが、出羽海一門の票が流れ当選した。
- 持ち票6票の貴乃花一門は、前回同様に時津風一門の票が流れて貴乃花が当選した。

| 当落 | 候補者名                         | 年齢 | 一門     | 当選回数 | 得票数 |
| ---- | -------------------------------- | ---- | -------- | -------- | ------ |
| 当   | 15代出来山（関脇・出羽の花義貴） | 62   | 出羽海   | 1        | 10票   |
| 当   | 19代千賀ノ浦（関脇・舛田山靖仁） | 62   | 出羽海   | 2        | 10票   |
| 当   | 9代松ヶ根(大関・若嶋津六夫)      | 57   | 二所ノ関 | 1        | 10票   |
| 当   | 一代北の湖(横綱・北の湖敏満)     | 60   | 出羽海   | 10       | 10票   |
| 当   | 8代鏡山（関脇・多賀竜昇司）      | 55   | 時津風   | 3        | 10票   |
| 当   | 一代貴乃花（横綱・貴乃花光司）   | 41   | 貴乃花   | 3        | 9票    |
| 当   | 9代伊勢ヶ濱（横綱・旭富士正也）  | 53   | 伊勢ヶ濱 | 2        | 9票    |
| 当   | 8代八角（横綱・北勝海信芳）      | 50   | 高砂     | 2        | 9票    |
| 当   | 8代尾車（大関・琴風豪規）        | 56   | 二所ノ関 | 3        | 8票    |
| 当   | 10代友綱（関脇・魁輝薫秀）       | 61   | 伊勢ヶ濱 | 4        | 7票    |
| 落   | 13代九重（横綱・千代の富士貢）   | 58   | 高砂     |          | 5票    |

### 2016年理事候補選
2016年1月29日に行われた理事候補選は定数10名に対して11名が立候補し、4回連続の選挙となった。前回選挙で当選した3名全員が死亡または停年退職を控えた不出馬となったため理事が総入れ替えとなった出羽海一門からは初めて4人が擁立され、他の一門は前回の当選者数と同数を擁立した。
99人の全親方が投票。出羽海一門の山響は、貴乃花を支援する票を集めて当選。伊勢ヶ濱一門は2名が出馬し、現職の伊勢ヶ濱は当選したが、新顔の13代高島（元関脇・高望山）は他一門からの票を集めることができずに落選。この結果、最大派閥の出羽海一門が理事の人数を4人に増やす結果となった。
| 当落 | 候補者名                         | 年齢 | 一門     | 当選回数 | 得票数 |
| ---- | -------------------------------- | ---- | -------- | -------- | ------ |
| 当   | 20代山響（前1・巌雄謙治）        | 45   | 出羽海   | 1        | 10票   |
| 当   | 12代二所ノ関(大関・若嶋津六夫)   | 59   | 二所ノ関 | 2        | 10票   |
| 当   | 9代伊勢ヶ濱（横綱・旭富士正也）  | 55   | 伊勢ヶ濱 | 3        | 10票   |
| 当   | 11代春日野（関脇・栃乃和歌清隆） | 53   | 出羽海   | 1        | 9票    |
| 当   | 11代出羽海（前2・小城ノ花昭和）  | 48   | 出羽海   | 1        | 9票    |
| 当   | 13代境川（小結・両国梶之助）     | 53   | 出羽海   | 1        | 9票    |
| 当   | 8代尾車（大関・琴風豪規）        | 58   | 二所ノ関 | 3        | 9票    |
| 当   | 8代八角（横綱・北勝海信芳）      | 52   | 高砂     | 3        | 9票    |
| 当   | 8代鏡山（関脇・多賀竜昇司）      | 57   | 時津風   | 4        | 9票    |
| 当   | 一代貴乃花（横綱・貴乃花光司）   | 43   | 貴乃花   | 4        | 9票    |
| 落   | 13代高島（関脇・高望山大造）     | 58   | 伊勢ヶ濱 |          | 6票    |

また、副理事候補選挙も行われ、決選投票の結果、12代芝田山（元横綱・大乃国、二所ノ関一門）、14代玉ノ井（元大関・栃東、出羽海一門）、18代藤島（元大関・武双山、出羽海一門）が当選。15代井筒（元関脇・逆鉾、時津風一門）が落選した。
| 当落 | 候補者名                     | 年齢 | 一門     | 新旧別 | 得票数 |
| ---- | ---------------------------- | ---- | -------- | ------ | ------ |
| 当   | 18代藤島（元大関・武双山正士 | 43   | 出羽海   | 新     | 26票   |
| 当   | 12代芝田山（元横綱・大乃国康 | 53   | 二所ノ関 | 新     | 25票   |
| 決   | 14代玉ノ井（元大関・栃東大裕 | 39   | 出羽海   | 新     | 24票   |
| 決   | 15代井筒（元関脇・逆鉾昭廣)  | 54   | 時津風   | 新     | 24票   |

| 当落 | 候補者名                      | 年齢 | 一門   | 新旧別 | 得票数 |
| ---- | ----------------------------- | ---- | ------ | ------ | ------ |
| 当   | 14代玉ノ井（元大関・栃東大裕) | 39   | 出羽海 | 新     | 54票   |
| 落   | 15代井筒（元関脇・逆鉾昭廣)   | 54   | 時津風 | 新     | 44票   |

### 2018年理事候補選
2017年10月25日に日馬富士公平が貴ノ岩義司を暴行、負傷させる事件が発生し、九州場所後の11月29日に日馬富士が責任を取って引退した。この事件に関して、日馬富士の師匠である9代伊勢ケ濱は監督責任を取る形で、12月20日に理事を辞任した。一方、貴ノ岩の師匠である貴乃花は、事件の報告や調査などを巡って協会執行部と対立し、2018年1月4日、評議委員会決議において理事を解任された。一方で、貴乃花一門外で特に貴乃花に近いとされていた錣山部屋（20代錣山、元関脇・寺尾および部屋付きの19代立田川、元小結・豊真将）と湊部屋（23代湊、元前頭・湊富士）が12月18日付で時津風一門から離脱し、無所属となった。
来る2月の理事候補選については、貴乃花一門は直前に理事を解任された貴乃花に代わり、12代阿武松（元関脇・益荒雄）を擁立する考えで、他一門の候補9人と合わせて無投票となる可能性もあったが、貴乃花は無投票を避けて選挙を行うべく、自身も立候補をする考えを示す。一門会では反対されたが、結果、一門の8人と無所属の3人のうち、自身を除く10人が阿武松に投票、自身は自薦の1票の他は一門外の年寄の投票に委ねることとなった。
2月1日、理事候補選の立候補届出の受付が行われ、年寄11人が届け出た。また、同時に改選される副理事候補も前回落選した井筒（時津風一門）と新規立候補の錣山（無所属・貴乃花一門と共闘）の兄弟、現職の藤島（出羽海一門）、新規立候補の15代花籠（元関脇・太寿山、二所ノ関一門）と計4名が立候補、選挙となった。
定員10人に対して101人の親方が投票することから、10票を取れば当選。9票でも当選が確実視される状況だった。このうち持ち票20人の二所ノ関一門は、病気療養中の二所ノ関に代わり、現職の尾車と副理事の芝田山を擁立、副理事には花籠を擁立。16人で1候補を擁立する時津風一門、12人で1候補を擁立する高砂一門、9人で1候補を擁立する伊勢ヶ濱一門も当選が確実視されていた。最大派閥で親方33人の出羽海一門は現職4候補を擁立。これに対して8人の貴乃花一門は、無所属の錣山・立田川・湊を加えて11人で2名を擁立。先述のごとく阿武松に一門の票を集中させ、貴乃花は他一門の浮動票を獲得する狙いを取った。鍵を握ったのは16人の時津風一門であり、鏡山を11票で当選させたうえで、残り5票を他候補へ回した。貴乃花親方へ投票した2票は、貴乃花自身と、高砂一門の陣幕とされる。
　
翌2日に投開票が行われ、貴乃花を除く10名が当選。貴乃花は2票しか獲得できず、連続4期務めた理事から落選した。また、副理事も錣山以外が当選し、貴乃花一門からは阿武松が理事に当選したのみに留まった。
同時に行われた副理事選では高砂一門は候補は立てず、時津風一門の井筒を支援。前回2名を当選させた出羽海一門は、候補者を藤島に一本化。花籠と錣山の争いになったが、花籠が当選した。
同年6月に貴乃花一門から貴乃花らが離脱し一門の名称を返上。日本相撲協会は同年7月の理事会で、全ての親方が5つある一門のいずれかに所属することを決定したため、旧貴乃花一門は消滅、立浪親方は出羽海一門へ、阿武松親方へ投票したと思われる親方は二所ノ関一門へ合流した。
| 当落 | 候補者名                         | 年齢 | 一門     | 当選回数 | 得票数 |
| ---- | -------------------------------- | ---- | -------- | -------- | ------ |
| 当   | 13代高島（関脇・高望山大造）     | 60   | 伊勢ヶ濱 | 1        | 12票   |
| 当   | 8代鏡山（関脇・多賀竜昇司）      | 59   | 時津風   | 5        | 11票   |
| 当   | 13代境川（小結・両国梶之助）     | 55   | 出羽海   | 2        | 11票   |
| 当   | 8代八角（横綱・北勝海信芳）      | 54   | 高砂     | 4        | 11票   |
| 当   | 8代尾車（大関・琴風豪規）        | 60   | 二所ノ関 | 4        | 10票   |
| 当   | 12代芝田山（横綱・大乃国康）     | 55   | 二所ノ関 | 1        | 10票   |
| 当   | 11代春日野（関脇・栃乃和歌清隆） | 55   | 出羽海   | 2        | 9票    |
| 当   | 11代出羽海（前2・小城ノ花昭和）  | 50   | 出羽海   | 2        | 9票    |
| 当   | 12代阿武松（関脇・益荒雄広生）   | 56   | 貴乃花   | 1        | 8票    |
| 当   | 20代山響（前1・巌雄謙治）        | 47   | 出羽海   | 2        | 8票    |
| 落   | 一代貴乃花（横綱・貴乃花光司）   | 45   | 貴乃花   |          | 2票    |

| 当落 | 候補者名                      | 年齢 | 一門     | 当選回数 | 得票数 |
| ---- | ----------------------------- | ---- | -------- | -------- | ------ |
| 当   | 15代井筒（元関脇・逆鉾昭廣)   | 56   | 時津風   | 2        | 31票   |
| 当   | 18代藤島（元大関・武双山正士) | 45   | 出羽海   | 2        | 30票   |
| 当   | 15代花籠（元関脇・太寿山忠明) | 58   | 二所ノ関 | 1        | 26票   |
| 落   | 20代錣山(元関脇・寺尾常史)    | 55   | 無所属   |          | 14票   |

### 2020年理事候補選
2020年の理事候補選は1月30日に立候補を受け付け、2019年9月に体調不良を理由に退職した12代阿武松（二所ノ関一門）と、現役理事の20代山響（出羽海一門）が出馬を見送り、ほかの現役理事8人と元職の9代伊勢ヶ濱（伊勢ヶ濱一門）、新人の15代花籠（二所ノ関一門）が出馬した。副理事候補選は15代井筒（時津風一門）が任期中2019年9月に死去、15代花籠が理事選に出馬。定員3に対して現職の18代藤島（出羽海一門）と、15代若松（高砂一門）、9代高田川（二所ノ関一門）が立候補した。理事候補選・副理事候補選ともに定数を超える立候補者が出なかったため6期ぶりに無投票となった。9代伊勢ヶ濱は2017年12月に理事を辞任していたが、2期ぶりに復帰となる。

### 2022年理事候補選
2022年の理事候補選は1月27日に立候補を受け付け、次期任期中に停年を迎える8代尾車（二所ノ関一門）、8代鏡山（時津風一門）、13代高島（伊勢ヶ濱一門）が退き、そのほかの現職7人と新たに13代佐渡ヶ嶽（二所ノ関一門）、12代伊勢ノ海（時津風一門）と元職の9代陸奥（時津風一門）が届け出た。副理事候補も定数3に対し、現職の18代藤島（出羽海一門）、15代若松（高砂一門）と、13代粂川（二所ノ関一門）の3人が届け出て、ともに定数を超えずに2期連続で無投票となった。9代陸奥は2011年4月に大相撲八百長問題で理事を辞任して以来6期ぶりの復帰。

### 2024年理事候補選
2024年の理事候補選は1月26日に立候補を受け付けた。次期任期中に停年を迎える9代陸奥（時津風一門）と15代花籠（二所ノ関一門）が退き、2022年12月に弟子による暴行問題で理事を辞任していた9代伊勢ヶ濱（伊勢ヶ濱一門）も次期任期中に停年を迎えることから立候補せず、そのほかの現職7人と新たに13代勝ノ浦（時津風一門）、15代浅香山（伊勢ヶ濱一門）、9代高田川（二所ノ関一門）が立候補を届け出た。副理事候補選はいずれも現職の3人が立候補を届け出た。理事候補選・副理事候補選ともに定数を超える立候補者が出なかったため、3期連続の無投票となった。